# Surformhobel

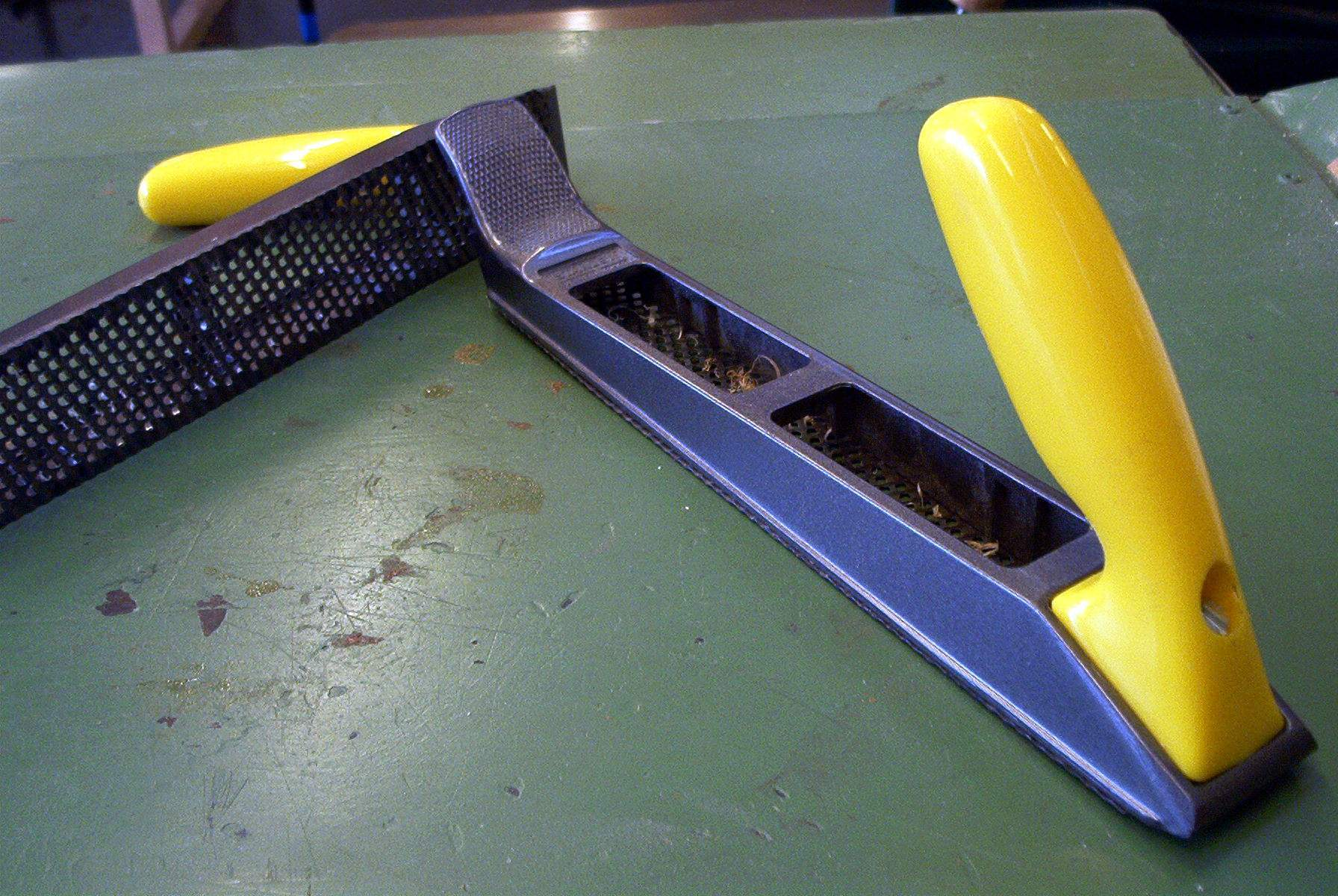
Zwei Surformhobel des Herstellers Stanley

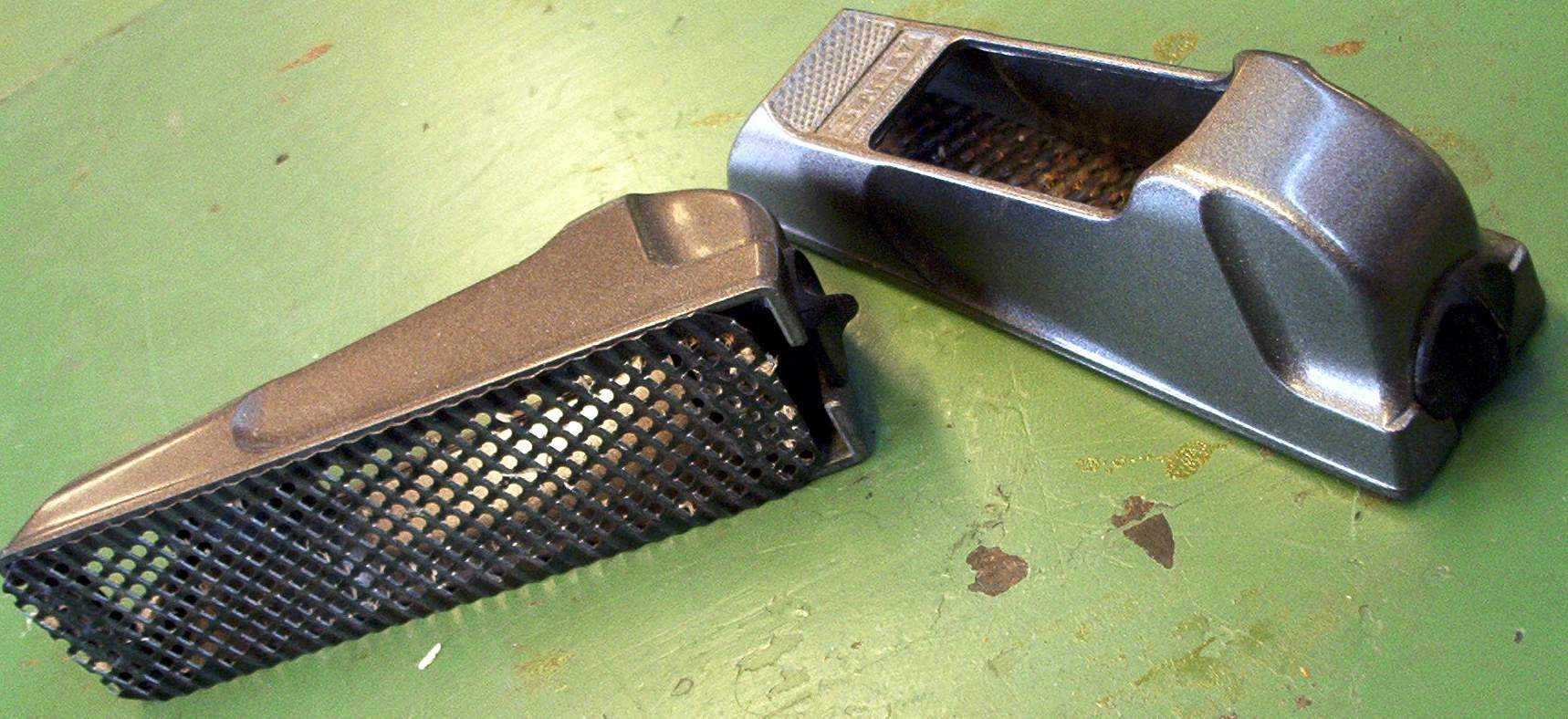
Zwei Surformhobel kleiner Bauart des Herstellers Stanley

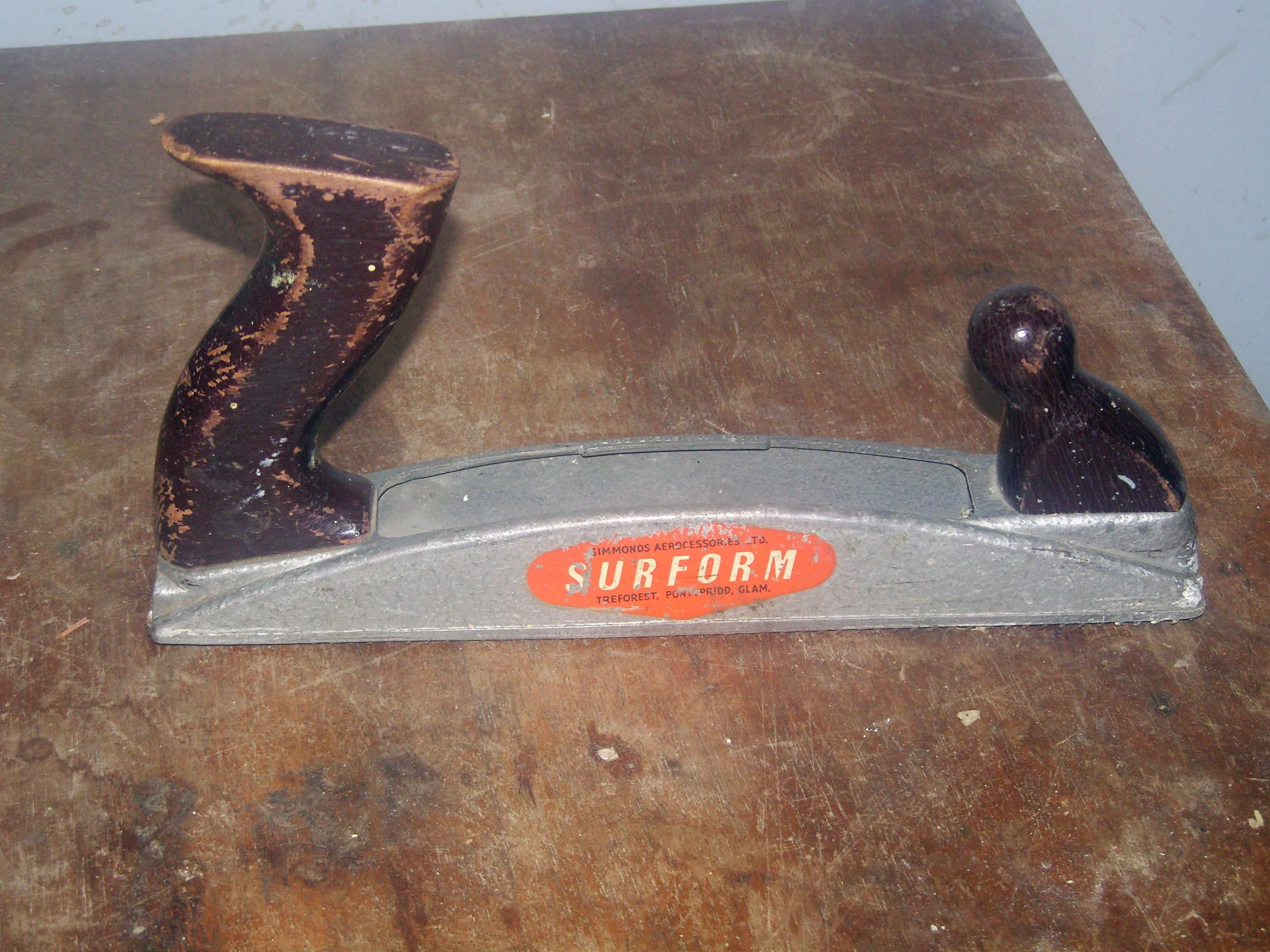
Ein frühes Surform-Werkzeug des Herstellers Simmonds Aerocessories Ltd.

Der Surformhobel, manchmal auch Surformfeile, (englisch: „surface-forming“ = Oberflächenformung) ist ein Werkzeug zur spanenden Bearbeitung von relativ weichen Werkstoffen wie zum Beispiel Holz, Gips, Kunststoff und Speckstein.
Die Oberfläche des Werkstoffes wird bearbeitet, indem mit dem Hobel Späne vom Material abgetragen werden.

## Aufbau
Der Surformhobel besitzt eine auswechselbare Unterseite (Sohle), auf der gitterartig eine große Zahl kleiner Schneiden ausgestanzt sind.
Die Sohle ist meist ca. 15 cm lang und ca. 5 cm breit.
Der Hobelkörper besteht meistens aus Gusseisen.
Der Surformhobel ist eine Zwischenform zwischen Hobel und Raspel.
Der Hobel liegt mit seiner Unterseite auf dem Werkstück auf.
Die Schnittleistung und Oberflächengüte sind vor allem von der Schärfe der Schneiden abhängig.
Der symmetrische Aufbau des Surformhobels bedingt, dass er von Rechts- oder Linkshändern gleich gut bedient werden kann.

## Geschichte
Entwickelt und patentiert Ende der 1940er Jahre kamen Surformwerkzeuge seit Anfang der 1950er Jahre in den Handel.